# Trampolino Italia
Trampolino Italia (sv. Hoppbacken Italien), efter 1956 också kallad Trampolino Olimpico, är en hoppbacke i förorten Zuel i Cortina d'Ampezzo i Italien. Backen användes under Skid-VM 1927 och det inofficiella Skid-VM 1941. Backhoppningen vid olympiska vinterspelen 1956 arrangerades här. Dessutom har fyra världscuptävlingar hållits här.
Backen har numera K-punkt 90 meter (K90) och backstorlek 110 meter (HS110). Tornet är gjord av betong. Läktarna rymmer ungefär 2.900 åskådare. Arenan rymmer totalt runt 43.000 personer. Bredvid Italia ligger 3 andra backar; K55, K32 och K20. K55 har plastmattor och kan användas även om sommaren.

## Historia
1923 restes en hoppbacke i Zuel, en förort till Cortina d'Ampezzo. Backen fick namnet Trampolino Franchetti efter en lokal hotellägare som finansierade stora delar av projektet. Backen hade K-punkt 40 meter. 1926 byggdes backen större och man kunne hoppa över 50 meter i backen. 1939 revs backen och ersattes med en ny backe som stod färdig till Skid-VM 1941. Den nya backen hade ett 48 meter högt torn. Den unge tysken Sepp Weiler hoppade 76 meter och satte nytt backrekord under världsmästerskapen 1941.
Till olympiska spelen 1956 rekonstruerades backen totalt. Den nya backen konstruerades av arkitekterna Guglielmo Holzner och Reinhard Straumann med hjälp av Enzo Mantovi, Luciano Berti och Piero Pozzazi vid högskalan i Bologna. Den officiella nyöppningen var den 8 december 1955.
Skid-VM 1927
Under Skid-VM 1927 arrangerades backhoppstävlingen 2 februari. Varken finländska eller norska backhoppare deltog. Tore Edman från Sverige vann tävlingen före världsmästaren från Skid-VM 1925, Willen Dick från Tjeckoslovakien. Bertil Carlsson säkrade Sverige två VM-medaljer då han vann brons i tävlingen.
Skid-VM 1941
Skid-VM 1941 ägde rum i Cortina d'Ampezzo mellan den 1 och 10 februari. Världsmästerskapen hade förlagts till Norge 1940, men avbröts på grund av andra världskriget. På ett möte i Pau i Frankrike 1946 beslutade FIS att ogiltigförklara evenemangets VM-status för 1941. Medaljer delades ut, men de brukar inte räknas med i officiell statistik för världsmästerskapen i nordisk skidsport. Flera länder kunde inte tävla i världsmästerskapen, bland annat Norge.
Backhoppstävlingen i VM 1941 vanns av finländaren Paavo Vierto, med 1,0 poäng före landsmannen Leo Laakso. Sven Selånger vann bronsmedaljen med 3,2 poäng efter segraren Vierto. Unga tysken Sepp Weiler från Oberstdorf satte backrekord i VM-tävlingen då han hoppade 76 meter. Han slutade dock på en fjärdeplats. I den jämna tävlingen blev österrikaren Sepp Bradl (senare vinnare av den allra första tysk-österrikiska backhopparveckan 1953) som tävlade för Tyskland på grund av Österrikes Anschluss 1938, nummer 5 och Erik Lindström från Sverige nummer 6.
Olympiska vinterspelen 1956
Olympiska vinterspelen 1956 var de sjunde i ordningen. Backhoppstävlingen avgjordes i den nykonstruerade Italia-backen som räknades som världens modernaste hoppbacke med K-punkt på 72 meter.  Deltagare från Västtyskland och Östtyskland tävlade tillsammans, som ett "gemensamt tyskt lag".  
Backhoppningen arrangerades 5 februari. Tävlingen blev en dubbel-triumf för Finland. Antti Hyvärinen blev olympisk mästare med 2,0 poäng före landsmannen Aulis Kallakorpi. Östtyske Harry Glass blev bronsvinnare med 2,5 poäng efter segrande Hvvärinen. Max Bolkart från Västtyskland blev nummer fyra med 2,0 poäng från en bronsmedalj. Båda tyskarna tävlade för det gemensamma tyska laget. Sven Petterson från Sverige blev nummer 5.
Världscupen
Världscupen i backhoppning startade säsongen 1979/1980. Fyra deltävlingar i världscupen har arrangerats i Trampolino Italia, 1981, 1982, 1984 och 1985. Tävlingen 1981 vanns dubbelt av norrmännen Roger Ruud och Johan Sætre före japanen Masahiro Akimoto. Roger Ruud satte backrekord under tävlingen då han hoppade 92 meter. Rekordet är fortsatt ett officiellt backrekord. Världscuptävlingen 1982 vanns av Matti Nykänen från Finland och östtyske Jens Weissflog vann 1984. 1985 vann Roger Ruud sin andra världscuptävling i Trampolino Italia.
1990 förlorade backen sin FIS-licens och har inte använts sedan dess.

## Mästerskap
| Datum           | Vinnare                  | Andraplats                   | Tredjeplats              | Tävling                |
| --------------- | ------------------------ | ---------------------------- | ------------------------ | ---------------------- |
| 2 februari 1927 | Tore Edman, Sverige      | Willen Dick, Tjeckoslovakien | Bertil Carlsson, Sverige | Skid-VM                |
| Februari 1941   | Paavo Vierto, Finland    | Leo Laakso, Finland          | Sven Selånger, Sverige   | Skid-VM (inofficiellt) |
| 5 februari 1956 | Antti Hyvärinen, Finland | Aulis Kallakorpi, Finland    | Harry Glass, Tyskland    | OS-1956                |